# Élections législatives rwandaises de 1965
Les élections législatives rwandaises de 1965 se déroulent le 10 mars 1965 en même temps qu'une élection présidentielle afin de pourvoir les 47 sièges de l'Assemblée législative du Rwanda. Il s'agit des premières législatives organisée depuis l'indépendance du pays le 1er juillet 1962. 
À la suite d'un changement constitutionnel ayant aboli le multipartisme et instauré un régime à parti unique sous l'égide du Parti du mouvement de l'émancipation hutu, ce dernier remporte l'intégralité des sièges. Le multipartisme ne sera rétabli au Rwanda que plusieurs décennies plus tard lors des élections législatives de 2003.

## Mode de scrutin
Les 47 députés de l'Assemblée législative sont élus dans 10 circonscriptions plurinominales. Les électeurs n'ont le choix qu'entre un vote pour l'ensemble de la liste du Parmehutu ou un vote préférentiel pour l'un des candidats de la liste Parmehutu.

## Résultats
|                           |                                           |           |       |        |     |  |  |  |  |
| Parti                     | Parti                                     | Votes     | %     | Sièges | +/– |  |  |  |  |
|                           | Parti du mouvement de l'émancipation hutu | 1 231 788 | 100   | 47     | 12  |  |  |  |  |
|                           |                                           |           |       |        |     |  |  |  |  |
| Suffrages exprimés        | Suffrages exprimés                        | 1 231 788 | 97,76 |        |     |  |  |  |  |
| Votes blancs et invalides | Votes blancs et invalides                 | 28 255    | 2,24  |        |     |  |  |  |  |
| Total                     | Total                                     | 1 260 043 | 100   | 47     | 3   |  |  |  |  |
| Abstentions               | Abstentions                               | 180 397   | 12,52 |        |     |  |  |  |  |
| Inscrits / participation  | Inscrits / participation                  | 1 440 440 | 87,48 |        |     |  |  |  |  |